# Cerodothis aurea
Cerodothis aurea är en svampart som beskrevs av Muthappa 1969. Cerodothis aurea ingår i släktet Cerodothis, klassen Dothideomycetes, divisionen sporsäcksvampar och riket svampar.   Inga underarter finns listade i Catalogue of Life.